# 雲紋法蘭西斯陶樂鯰
雲紋法蘭西斯陶樂鯰為輻鰭魚綱鯰形目鼬鯰科的其中一種，為熱帶淡水魚，分布於南美洲聖弗朗西斯科河流域，體長可達36公分，棲息在底層水域，生活習性不明。